# Castillo de San Felipe de Lara
El castillo de San Felipe de Lara es una fortaleza de origen novohispano fundada en el siglo XVII en el municipio de Livingston, en Guatemala.
Se encuentra en la embocadura del río Dulce con el Lago de Izabal en el oriente. Este castillo tenía tres funciones: ser un fuerte militar, una prisión y además un centro aduanero. Además de dichas funciones, el castillo cuenta con múltiples bodegas que servían como centro de intercambio comercial entre Guatemala y España. Lo que más sobresale de su construcción es la Torre de Bustamante.  Contiene diecinueve cañones —diecisiete de hierro y dos de bronce—.

## Historia
El comercio entre América y España y el aprovisionamiento de las poblaciones novohispanas fueron el objetivo de bucaneros y piratas que comenzaron a asaltar las embarcaciones españolas que salían de Río Dulce, la principal ruta de salida desde Guatemala. Es de esta manera que el rey Felipe II de España ordenó la construcción de la fortaleza para contrarrestar el pillaje por los piratas, la cual estaría protegida por doce soldados y doce piezas de artillería.  Sin embargo, piratas de Inglaterra, de las Provincias Unidas y de Portugal ingresaron a Río Dulce y destruyen la torre en 1604.  Luego el capitán Pedro de Bustamante ordenó su reconstrucción y la bautizó con su apellido.
El actual castillo fue construido en 1651 en la desembocadura del Lago de Izabal por orden del oidor de Guatemala Antonio De Lara y Mogrovejo, quien lo bautizó con su nombre actual, en honor al rey.  El río Dulce conecta el lago de Izabal con el mar Caribe y ha sido expuesto a repetidos ataques de piratas en el siglo xvi, y aún hasta el xviii. 
En el siglo xviii otros puertos centroamericanos fueron más importantes y la caída de las exportaciones del añil provocando que el Golfo Dulce perdiera importancia económica y el castillo fuera abandonado en 1817. 
En el siglo XIX, una colonia belga desarrolló Santo Tomás de Castilla durante el gobierno del general Rafael Carrera, quien les entregó la concesión del área a perpetuidad y los gobiernos liberales de finales de siglo construyeron Puerto Barrios,  con lo que el comercio marítimo se trasladó a la costa del Mar Caribe y el castillo perdió su importancia estratégica y quedó en ruinas.

### Historia moderna
En 1955, cuando las ruinas eran ya  una atracción turística, fue reconstruido por el arquitecto Francisco Ferrús Roig, quien investigó a fondo los acontecimientos de la historia de la estructura al punto de visitar el Archivo General de Indias, en España, en donde localizó planos y documentos relacionados con el castillo.
Debido a su atractivo turístico, el Castillo de San Felipe está a cargo del Instituto Guatemalteco de Turismo.  La estructura sufrió varios daños por las visitas constantes de turistas, por lo que el Instituto de Antropología e Historia participó en un proyecto de restauración en 2001. En 2002 fue inscrito en la lista tentativa del Patrimonio de la Humanidad de UNESCO.

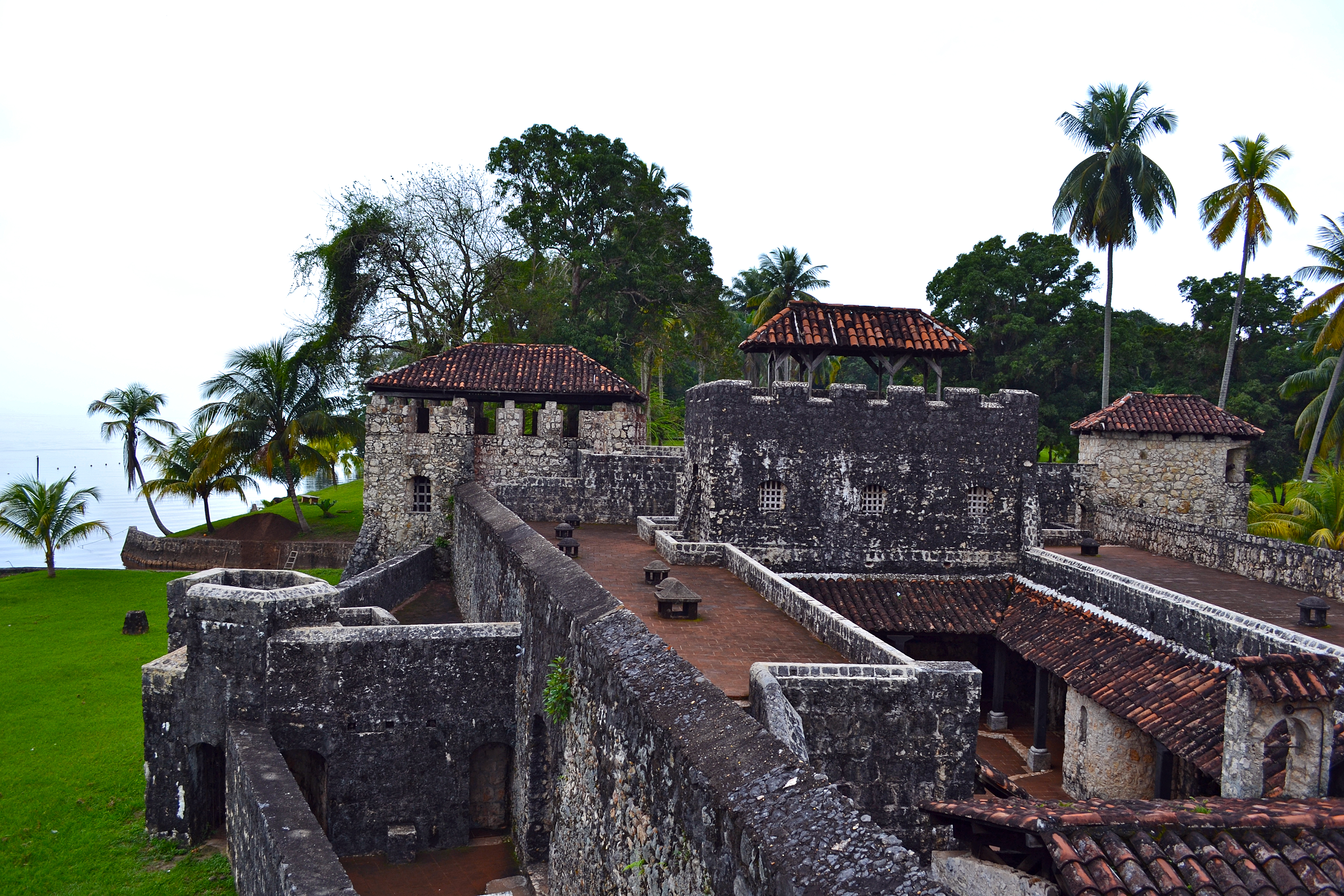
Castillo de San Felipe, Río Dulce, Guatemala

## En ficción
- Es mencionado como cárcel a finales del siglo siglo XVIII en la novela Memorias de un Abogado del escritor guatemalteco José Milla y Vidaurre.[6][7]
- Aparece en la película guatemalteca El Capitán Orellana y la aldea endemoniada, filmada en 2011.